# Річард Бранкатісано
Річард Пітер Бранкатісано (англ. Richard Peter Brancatisano, нар. 29 жовтня 1983, Сідней, Австралія) також відомий під псевдонімом «Річі Бранко» — австралійський телевізійний актор і музикант, найбільш відомий своїми ролями Зандера Блая, Зеленого містичного рейнджера, у «Могутніх рейнджерах: Містична сила» та Домініка Руссо у драматичному серіалі ABC Family «Chasing Life».

## Ранні роки і освіта
Бранкатісано народився в Сіднеї в сім'ї батька-італійця та матері-австралійки. Його інтерес до драматичного мистецтва виник у ранньому дитинстві, і він знявся в кількох мюзиклах і виставах у Королівській школі в Парраматті.
Три роки навчався в Університеті Західного Сіднея.

## Кар'єра
Перед появою в «Могутніх рейнджерах» Річард зіграв роль Корі в сезоні 2005 року «Boyband: The Musical», поставленому австралійською театральною компанією Ricochet Working Productions, і в театральній постановці «Він», як головний герой Він.
В австралійських театральних і музичних колах він також відомий як «Річі Бранко». Гастролював з новозеландським виконавцем (Джином Вігмором).
Річард знявся в міжнародному дитячому телесеріалі «Принцеса-слон» (сезон 2) у ролі Калеба та у проєкті «Вдома і в гостях» у ролі принца Вітторіо Секка.
Актор є головним героєм хітової австралійської сценічної п'єси, яка стала сенсацією великого екрану, «Алекс і Єва» (2015), написаної Алексом Лікосом.
10 липня 2018 року Бранкатісано випустив свій дебютний сингл «Fight Me».

## Фільмографія

### Фільми
| Рік      | Назва                           | Роль            | Примітки               |
| -------- | ------------------------------- | --------------- | ---------------------- |
| 2006 рік | Ця дівчина в пустелі            | Рогатий чоловік | Короткометражний фільм |
| 2009 рік | Whiteline                       | Томмо           | Короткометражний фільм |
| 2009 рік | Купідон                         | Купідон         | Короткий               |
| 2011 рік | Що робити                       | Піт             | Короткометражний фільм |
| 2012 рік | Приманка 3D                     | Рорі            |                        |
| 2015 рік | Хеміш Андерсон: Маленька брехня | Ведучий токшоу  | Відео короткометражне  |
| 2015 рік | Алекс і Єва                     | Алекс           |                        |

### Серіали
| Рік       | Назва                             | Роль                                   | Примітки                     |
| --------- | --------------------------------- | -------------------------------------- | ---------------------------- |
| 2003      | White Collar Blue                 | Дарси Ворс                             | «2.2»                        |
| 2004      | Double the Fist                   | Gate Terrorist                         | «Terrorism»                  |
| 2006      | Могутні рейнджери: Містична сила  | Зандер Блай/Зелений містичний рейнджер | головна роль                 |
| 2007      | Power Rangers Operation Overdrive | Зандер Блай/Зелений містичний рейнджер | «Once a Ranger: Parts 1 & 2» |
| 2007      | Додому і в дорогу                 | Тео Баррет                             | 1 епізод                     |
| 2010      | Додому і в дорогу                 | принц Вітторіо                         | повторювана роль             |
| 2011      | The Elephant Princess             | Калеб                                  | головна роль (season 2)      |
| 2011      | Underbelly: Razor                 | Guido Calletti                         | головна роль                 |
| 2012      | Dripping in Chocolate             | Saxon Blake                            | телевізійний фільм           |
| 2013      | Reef Doctors                      | Рік Д'Алессандро                       | головна роль                 |
| 2013      | Dance Academy                     | Ріс                                    | повторювана роль             |
| 2014–15   | Chasing Life                      | Домінік Руссо                          | головна роль                 |
| 2016      | Struggling Servers                | Актор                                  | «The Coach»                  |
| 2018–2019 | Доктор Герроу                     | Габріель Капелло                       | 2 епізоди                    |
| 2022      | After the Verdict                 | Дом                                    | 6 епізоди                    |
| 2023      | The Messenger                     | Джо                                    | 2 епізоди                    |

## Театр
| Рік      | Назва                   | Роль            | Примітки |
| -------- | ----------------------- | --------------- | -------- |
| 2002 рік | Серця і діаманти        | Бубновий король |          |
| 2004 рік | The Wind in the Willows | Раті            |          |
| 2005 рік | Бойбенд: Мюзикл         | Корі            |          |
| 2005 рік | Vin                     | Vin             |          |

## Публічні виступи
Річард був одним із гостей Power Morphicon, першої конвенції Power Rangers, у Лос-Анджелесі в червні 2007 року та серпні 2014 року.